# Artomyces
Artomyces es un género de hongos en la familia Auriscalpiaceae. Fue circunscripto por Walter Jülich en 1982, quien designó a Artomyces pyxidatus (antiguamente Clavaria pyxidata Pers. 1794) como la especie tipo.

## Especies
- Artomyces adrienneae Lickey 2003 – Chile, Argentina
- Artomyces austropiperatus Lickey 2003 – Argentina
- Artomyces candelabrus (Massee) Jülich 1982
- Artomyces carolinensis Lickey 2003 – Carolina del Norte
- Artomyces colensoi (Berk.) Jülich 1982 – Australia, Nueva Zelanda
- Artomyces costaricensis Lickey 2003 – Costa Rica
- Artomyces cristatus (Kauffman) Jülich 1982
- Artomyces dichotomus (Corner) Jülich 1982
- Artomyces microsporus (Qiu X.Wu & R.H.Petersen) Lickey 2003
- Artomyces nothofagi M.E.Sm. & Kneal 2015– Chile[2]
- Artomyces novae-zelandiae Lickey 2003 – Nueva Zelanda
- Artomyces piperatus (Kauffman) Jülich 1982
- Artomyces pyxidatus (Pers.) Jülich 1982
- Artomyces stephenii Lickey 2003 – Costa Rica
- Artomyces tasmaniensis Lickey 2003 – Tasmania
- Artomyces turgidus (Lév.) Jülich 1982